# Pražcová kotva

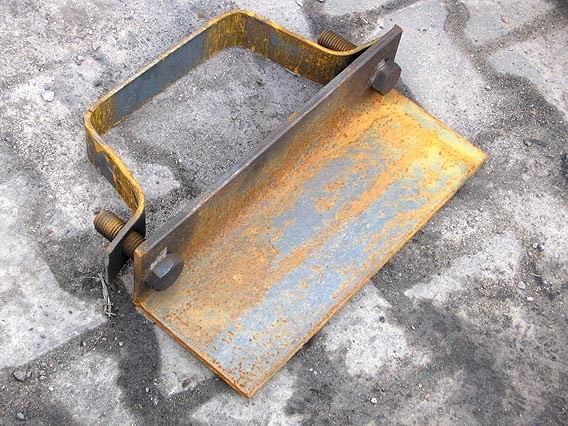
Pražcová kotva před upevněním na pražec

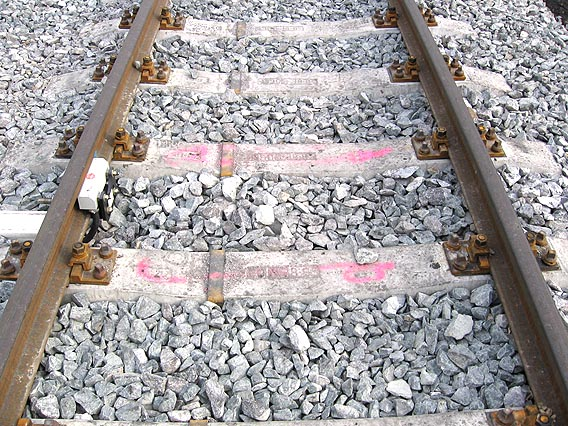
Ocelové pásky na pražcích prozrazují použití pražcových kotev

Pražcová kotva je ocelový konstrukční prvek, který má stabilizovat polohu koleje v oblouku o malém poloměru. Kotvu obvykle tvoří svisle orientovaná ocelová deska připevněná k pražci tak, aby bránila pohybu koleje v příčném směru.
Pražcová kotva je součástí železničního svršku.